# Buscar la verdad a partir de los hechos
Buscar la verdad a partir de los hechos (Chino simplificado: 实事求是; Chino tradicional: 實事求是; pinyin: shí shì qiú shì; Jyutping: sat6 si6 kau4 si6) se refiere originalmente a una actitud académica, que comenzó en la dinastía Han y se hizo popular en la dinastía Qing. Más tarde, Mao Zedong citó la búsqueda de la verdad a partir de los hechos y dio nuevas explicaciones, que se convirtieron en el núcleo del Pensamiento de Mao Zedong. Hasta ahora, la búsqueda de la verdad a partir de los hechos sigue siendo la ideología rectora central del Partido Comunista de China.

## En la cultura china moderna
El lema se convirtió en un elemento clave del Maoísmo, citado por primera vez por Mao Zedong durante un discurso en el Sexto Congreso Nacional del Partido Comunista Chino en 1938, en referencia al pragmatismo . Mao probablemente lo había recordado como la inscripción en su alma mater, la Primera Escuela de Formación de Maestros de Hunan. A partir de 1978, fue más promovido por Deng Xiaoping como una ideología central del socialismo con características chinas, y se aplicó a las reformas económicas y políticas posteriores.